# تشارلز كينغ (كاتب)
تشارلز كينغ (بالإنجليزية: Charles King)‏ هو كاتب أمريكي، ولد في 12 أكتوبر 1844 في ألباني في الولايات المتحدة، وتوفي في 17 مارس 1933 في ميلواكي في الولايات المتحدة.